# Дискография Maruv
Дискография украинской певицы Maruv (также выпускающей материал под именем Shlakoblochina) включает в себя два студийных альбома, три мини-альбома и двадцать девять синглов.

## Хронология
До начала сольной карьеры певица участвовала в группе The Pringlez, но в 2018 году её покинула. Свой первый сольный мини-альбом Stories певица выпустила 5 мая 2017 года на SoundCloud, с него было выпущено два сингла: «Сонце» и «Let Me Love You». В декабре того же года певица совместно с Boosin выпустила сингл «Drunk Groove». Песня попала в активную ротацию в странах СНГ, уже в апреле она заняла первое место в России, а в июле — в Украине, песня также поднялась в первую десятку в чартах Болгарии и Польши, в последней она получила две платиновые сертификации. Следующим синглом стала песня «Focus on Me», которая также пользовалась популярностью на радио и заняла первые места в чартах России и Украины. 28 сентября 2018 года вышел полноформатный дебютный студийный альбом певицы Black Water; в России пластинка стала трижды платиновой.
13 февраля 2019 года Maruv выпустила сингл «Siren Song», с которым она должна была представлять Украину на «Евровидении». Песня уже на вторую неделю ротации поднялась до второго места в радиочарте Украины, в России песня также заняла второе место, однако в общем чарте СНГ песня стала номером один. 17 мая певица выпустила коллаборацию с французским диджеем Mosimann — песню «Mon Amour». В августе Maruv представила свой первый сингл на русском языке «Между нами». 8 ноября 2019 года певица выпустила сингл «To Be Mine», который стал первой главой её нового проекта. Каждую следующую неделю певица выпускала по новой песне, а 29 ноября стал доступен новый мини-альбом Hellcat Story.
6 марта 2020 года певица под своим альтер эго Shlakoblochina выпустила новый сингл «Новая сила киски» при участии Fearmuch. 10 апреля был выпущен мини-альбом Fatality. 5 июня певица уже вновь как Maruv выпустила сингл «I Want You», который смог попасть на третье место российского радиочарта. 12 ноября певица представила кавер-версию песни «Есть только миг», которая стала саундтреком к сериалу «Перевал Дятлова», а день спустя выпустила сингл «Maria».
В 2021 году певица вновь вернулась к своему альтер эго Shlakoblochina и выпустила 29 января сингл «VIP». 5 ноября на лейбле Sony Music был выпущен второй студийный альбом No Name.

## Альбомы

### Студийные альбомы
| Название    | Детали                                                                               | Сертификации        |
| ----------- | ------------------------------------------------------------------------------------ | ------------------- |
| Black Water | - Релиз: 28 сентября 2018 - Лейбл: Warner Music Russia - Формат: цифровая загрузка   | NFPF: 3x Платиновый |
| No Name     | - Релиз: 5 ноября 2021 - Лейбл: Sony Music Entertainment - Формат: цифровая загрузка |                     |

### Мини-альбомы
| Название                      | Детали                                                                           |
| ----------------------------- | -------------------------------------------------------------------------------- |
| Stories                       | - Релиз: 5 мая 2017 - Лейбл: УМИГ Мьюзик - Формат: цифровая загрузка             |
| Hellcat Story                 | - Релиз: 29 ноября 2019 - Лейбл: Warner Music Russia - Формат: цифровая загрузка |
| Fatality (как Shlakoblochina) | - Релиз: 10 апреля 2020 - Лейбл: Warner Music Russia - Формат: цифровая загрузка |

## Синглы
| Год                                                                               | Название                                                     | Наивысшая позиция в чартах | Наивысшая позиция в чартах | Наивысшая позиция в чартах | Наивысшая позиция в чартах | Наивысшая позиция в чартах | Наивысшая позиция в чартах | Наивысшая позиция в чартах | Наивысшая позиция в чартах | Наивысшая позиция в чартах | Наивысшая позиция в чартах | Наивысшая позиция в чартах | Наивысшая позиция в чартах | Наивысшая позиция в чартах | Наивысшая позиция в чартах | Альбом        |
| Год                                                                               | Название                                                     | Еженедельные чарты         | Еженедельные чарты         | Еженедельные чарты         | Еженедельные чарты         | Еженедельные чарты         | Еженедельные чарты         | Еженедельные чарты         | Еженедельные чарты         | Еженедельные чарты         | Годовые чарты              | Годовые чарты              | Годовые чарты              | Годовые чарты              | Годовые чарты              | Альбом        |
| Год                                                                               | Название                                                     | Украина ФДР                | Украина TopHit             | Киев                       | Россия                     | Москва                     | СНГ                        | Болгария                   | Литва                      | Польша                     | Украина TopHit             | Киев                       | Россия                     | Москва                     | СНГ                        | Альбом        |
| --------------------------------------------------------------------------------- | ------------------------------------------------------------ | -------------------------- | -------------------------- | -------------------------- | -------------------------- | -------------------------- | -------------------------- | -------------------------- | -------------------------- | -------------------------- | -------------------------- | -------------------------- | -------------------------- | -------------------------- | -------------------------- | ------------- |
| 2017                                                                              | «Сонце»                                                      | —                          | —                          | —                          | —                          | —                          | —                          | —                          | —                          | —                          | —                          | 196                        | —                          | —                          | —                          | Stories       |
| 2017                                                                              | «Let Me Love You»                                            | —                          | —                          | —                          | —                          | —                          | —                          | —                          | —                          | —                          | —                          | —                          | —                          | —                          | —                          | Stories       |
| 2017                                                                              | «Спини»                                                      | —                          | —                          | —                          | —                          | —                          | —                          | —                          | —                          | —                          | —                          | —                          | —                          | —                          | —                          | без альбома   |
| 2017                                                                              | «Drunk Groove» (совместно с Boosin)                          | 2                          | 1                          | 1                          | 1                          | 1                          | 1                          | 8                          | —                          | 8                          | 16                         | 15                         | 3                          | 3                          | 3                          | Black Water   |
| 2018                                                                              | «Focus on Me»                                                | 3                          | 1                          | 2                          | 1                          | 1                          | 2                          | —                          | —                          | —                          | 41                         | 50                         | 26                         | 23                         | 26                         | Black Water   |
| 2018                                                                              | «Black Water»                                                | —                          | —                          | —                          | —                          | 43                         | 112                        | —                          | —                          | —                          | —                          | —                          | —                          | —                          | —                          | Black Water   |
| 2018                                                                              | «For You» (совместно с Faruk Sabanci)                        | 9                          | 57                         | 92                         | 44                         | 27                         | 43                         | —                          | —                          | —                          | —                          | —                          | —                          | 121                        | —                          | без альбома   |
| 2019                                                                              | «Siren Song»                                                 | 1                          | 2                          | 4                          | 2                          | 1                          | 1                          | —                          | 70                         | —                          | 48                         | 33                         | 8                          | 6                          | 5                          | без альбома   |
| 2019                                                                              | «Mon Amour» (совместно с Mosimann)                           | —                          | —                          | —                          | 56                         | 19                         | 64                         | —                          | —                          | —                          | —                          | —                          | —                          | 141                        | —                          | без альбома   |
| 2019                                                                              | «Black Water» (Hip Hop Version) (при участии Betty FO SHO)   | —                          | —                          | —                          | —                          | —                          | —                          | —                          | —                          | —                          | —                          | —                          | —                          | —                          | —                          | без альбома   |
| 2019                                                                              | «Между нами»                                                 | —                          | —                          | —                          | —                          | —                          | 225                        | —                          | —                          | —                          | —                          | —                          | —                          | —                          | —                          | без альбома   |
| 2019                                                                              | «To Be Mine»                                                 | —                          | —                          | —                          | —                          | —                          | —                          | —                          | —                          | —                          | —                          | —                          | —                          | —                          | —                          | Hellcat Story |
| 2019                                                                              | «Don’t Stop»                                                 | —                          | —                          | —                          | —                          | —                          | —                          | —                          | —                          | —                          | —                          | —                          | —                          | —                          | —                          | Hellcat Story |
| 2019                                                                              | «Don’t U Waste My Time»                                      | —                          | —                          | —                          | —                          | —                          | —                          | —                          | —                          | —                          | —                          | —                          | —                          | —                          | —                          | Hellcat Story |
| 2019                                                                              | «If You Want Her»                                            | —                          | —                          | —                          | —                          | —                          | —                          | —                          | —                          | —                          | —                          | —                          | —                          | —                          | —                          | Hellcat Story |
| 2020                                                                              | «Новая сила киски» (как Shlakoblochina при участии Fearmuch) | —                          | —                          | —                          | —                          | —                          | —                          | —                          | —                          | —                          | —                          | —                          | —                          | —                          | —                          | Fatality      |
| 2020                                                                              | «I Want You» (совместно с Boosin)                            | —                          | —                          | —                          | 3                          | 2                          | 4                          | —                          | —                          | —                          | —                          | —                          | 35                         | 28                         | 46                         | без альбома   |
| 2020                                                                              | «Sad Song»                                                   | —                          | —                          | —                          | 6                          | 16                         | 10                         | —                          | —                          | —                          | —                          | —                          | 147                        | 139                        | 168                        | без альбома   |
| 2020                                                                              | «Maria»                                                      | —                          | —                          | —                          | —                          | —                          | —                          | —                          | —                          | —                          | —                          | —                          | —                          | —                          | —                          | без альбома   |
| 2021                                                                              | «VIP» (как Shlakoblochina)                                   | —                          | —                          | —                          | —                          | —                          | —                          | —                          | —                          | —                          | —                          | —                          | —                          | —                          | —                          | без альбома   |
| 2021                                                                              | «Crush»                                                      | —                          | —                          | —                          | –                          | —                          | —                          | —                          | —                          | —                          | —                          | —                          | —                          | —                          | —                          | без альбома   |
| 2021                                                                              | «Call 911» (совместно с Sickotoy)                            | —                          | —                          | —                          | 66                         | 75                         | 91                         | —                          | —                          | —                          | —                          | —                          | —                          | —                          | —                          | без альбома   |
| 2021                                                                              | «Komilfo» (совместно с Филиппом Киркоровым)                  | —                          | —                          | —                          | —                          | —                          | 632                        | —                          | —                          | —                          | —                          | —                          | —                          | —                          | —                          | без альбома   |
| 2021                                                                              | «Candy Shop»                                                 | —                          | —                          | —                          | —                          | —                          | 248                        | —                          | —                          | —                          | —                          | —                          | —                          | —                          | —                          | без альбома   |
| 2021                                                                              | «Rio Rita» (как Shlakoblochina, совместно с Boosin)          | —                          | —                          | —                          | —                          | —                          | —                          | —                          | —                          | —                          | —                          | —                          | —                          | —                          | —                          | без альбома   |
| 2021                                                                              | «No More» (совместно с Филиппом Киркоровым)                  | —                          | —                          | —                          | —                          | —                          | —                          | —                          | —                          | —                          | —                          | —                          | —                          | —                          | —                          | без альбома   |
| 2021                                                                              | «Rich Bitch»                                                 | —                          | —                          | —                          | —                          | —                          | —                          | —                          | —                          | —                          | —                          | —                          | —                          | —                          | —                          | No Name       |
| 2021                                                                              | «Bullet» (совместно с The Hatters)                           | —                          | —                          | —                          | —                          | —                          | 594                        | —                          | —                          | —                          | —                          | —                          | —                          | —                          | —                          | No Name       |
| 2021                                                                              | «Ne zabudu»                                                  | —                          | —                          | —                          | —                          | —                          | —                          | —                          | —                          | —                          | —                          | —                          | —                          | —                          | —                          | No Name       |
| 2021                                                                              | «Shpok Shpok» (как Shlakoblochina)                           | —                          | —                          | —                          | —                          | —                          | —                          | —                          | —                          | —                          | —                          | —                          | —                          | —                          | —                          | без альбома   |
| 2021                                                                              | «Ёлочка» (как Shlakoblochina; совместно с Boosin)            | —                          | —                          | —                          | —                          | —                          | —                          | —                          | —                          | —                          | —                          | —                          | —                          | —                          | —                          | без альбома   |
| 2021                                                                              | «Прощай»                                                     | —                          | —                          | —                          | 45                         | —                          | —                          | —                          | —                          | —                          | —                          | —                          | —                          | —                          | —                          | без альбома   |
| 2023                                                                              | «Killing Me Softly» (совместно с Sharlotta Ututu)            | —                          | —                          | —                          | —                          | —                          | —                          | —                          | —                          | —                          | —                          | —                          | —                          | —                          | —                          | без альбома   |
| Символ «—» означает, что сингл не попал в чарт или не выпускался в данной стране. |                                                              |                            |                            |                            |                            |                            |                            |                            |                            |                            |                            |                            |                            |                            |                            |               |

### Промосинглы
| Год  | Название                                        | Альбом      |
| ---- | ----------------------------------------------- | ----------- |
| 2020 | «Самолётная» (как Shlakoblochina)               | Fatality    |
| 2020 | «More»                                          | без альбома |
| 2020 | «Есть только миг» (совместно с Даней Милохиным) | без альбома |

## Другие песни

### Участие на альбомах
| Год  | Название  | Исполнитель | Альбом         |
| ---- | --------- | ----------- | -------------- |
| 2019 | «По льду» | Jah Khalib  | «Выход в свет» |

### Ремиксы
| Год  | Название                           | Исполнитель     | Альбом               |
| ---- | ---------------------------------- | --------------- | -------------------- |
| 2018 | «Hide Away» (Maruv & Boosin Remix) | Synapson, Holly | Hide Away Remixes EP |
| 2018 | «No More» (Maruv & Boosin Remix)   | Pola Rise       | без альбома          |
| 2019 | «Insta» (remix by Maruv)           | Loboda          | Sold Out             |

## Видеоклипы
| Год  | Название                                                     | Режиссёр        |
| ---- | ------------------------------------------------------------ | --------------- |
| 2017 | «Спини» (совместно с Boosin)                                 | Андрей Агафонов |
| 2017 | «Star»                                                       | Дмитрий Кочнев  |
| 2018 | «Drunk Groove» (совместно с Boosin)                          | Сергей Вейн     |
| 2018 | «Focus On Me»                                                | Сергей Вейн     |
| 2018 | «Black Water»                                                | Сергей Вейн     |
| 2018 | «LaLaLa»                                                     | Сергей Вейн     |
| 2018 | «ETL»                                                        | Сергей Вейн     |
| 2018 | «Looking For You»                                            | Сергей Вейн     |
| 2018 | «Drive Me Crazy»                                             | Сергей Вейн     |
| 2018 | «Crooked»                                                    | Сергей Вейн     |
| 2018 | «No Love»                                                    | Сергей Вейн     |
| 2018 | «Lonely»                                                     | Сергей Вейн     |
| 2018 | «Give Me Love» (при участии De La Ghetto)                    | Сергей Вейн     |
| 2018 | «Shame On You»                                               | Сергей Вейн     |
| 2019 | «Siren Song»                                                 | Яна Чаплыгина   |
| 2019 | «Mon Amour» (совместно с Mosimann)                           | Яна Чаплыгина   |
| 2019 | «Между нами»                                                 | Яна Чаплыгина   |
| 2019 | «To Be Mine»                                                 | Яна Чаплыгина   |
| 2019 | «Don’t Stop»                                                 | Яна Чаплыгина   |
| 2019 | «Don’t U Waste My Time»                                      | Яна Чаплыгина   |
| 2019 | «If You Want Her»                                            | Яна Чаплыгина   |
| 2020 | «Новая сила киски» (как Shlakoblochina при участии Fearmuch) | Яна Чаплыгина   |
| 2020 | «I Want You» (совместно с Boosin)                            | Яна Чаплыгина   |
| 2020 | «Sad Song»                                                   | Яна Чаплыгина   |
| 2020 | «Есть только миг» (совместно с Даней Милохиным)              | неизвестно      |
| 2020 | «Maria» (Dance Video)                                        | Яна Чаплыгина   |
| 2021 | «Crush»                                                      | Яна Чаплыгина   |
| 2021 | «Up» (Dance Video) (совместно с Submission Ballet)           | неизвестно      |
| 2021 | «Call 911» (совместно с Sickotoy)                            | Serge Vane      |
| 2021 | «Komilfo» (совместно с Филиппом Киркоровым)                  | Яна Чаплыгина   |
| 2021 | «Candy Shop»                                                 | Serge Vane      |
| 2021 | «Bullet» (совместно с The Hatters)                           | неизвестно      |
| 2022 | «Destination» (совместно с Boosin)                           | неизвестно      |
| 2023 | «Killing Me Softly» (совместно с Sharlotta Ututu)            | неизвестно      |